# Landvik hadművelet
A Landvik hadművelet egy német katonai akció volt a második világháborúban, amelynek célja egy kétszemélyes meteorológiai állomás működtetése volt az északi-sarki területen.

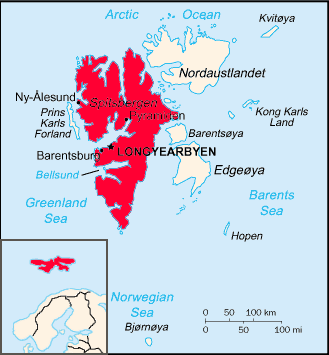
A Spitzbergák térképe

A második világháborúban szembenálló feleknek létfontosságú volt, hogy pontos időjárási előrejelzésekhez jussanak. Az Északnyugat-Európa és Skandinávia időjárását meghatározó meteorológiai rendszerek általában nyugatról, északnyugatról érkeznek, ezért a legjobban a sarki területeken – Grönland, Jan Mayen-sziget, Izland, Spitzbergák – működő állomások tudják előrejelezni a változásokat. A németek számára elengedhetetlen volt, hogy megbízható meteorológiai jelentésekhez jussanak a térségből. Különös értéke lett ebből a szempontból a Spitzbergáknak.
A Landvik állomást 1944-45 telén állította fel az Abwehr a Spitzbergák déli csúcsán. A létesítmény üzemeltetésére két norvég önkéntes jelentkezett: Karsten Wosnitza (kódnevén Troll) és Roald Kvammen (kódnevén Qualle). Az őket szállító U–365-ös tengeralattjáró 1944. október 12-én futott ki Tromsøből, és három nap múlva érte el a szigetet. A következő két napban a legénység felállította az állomást, valamint a partra szállította a felszerelést és az ellátmányt.
Október 17-én a búvárhajó kifutott a tengerre. Ezután derült ki, hogy a víz megrongálta a parton hagyott rádiót és a generátort, ezért a két norvég új felszerelést kért. A szállítmányt az U–636 vitte a helyszínre, amely december 9-én érkezett meg a Spitzbergákra. Az állomás ettől kezdve egész télen küldte a jelentéseket. A német megadás után, május 8-ától kódolatlanul adták az előrejelzéseket. Július közepén a két férfinak sikerült felvennie a kapcsolatot az Aktiv nevű norvég halászhajóval, és azt kérték, vigye őket Norvégiába. A kérést elutasították, végül a Skandfer nevű norvég hajó vette fedélzetére őket augusztus 6-án. A hajó Adventfjordenbe vitte a két norvégot.